# Holthausen (Meppen)
Holthausen wurde erstmals 890 als holthusun urkundlich erwähnt. Es hatte 2007 144 Einwohner auf einer Fläche von 3,21 km². Holthausen gehört zu den Nordstadtteilen Meppens und ist der kleinste Ortsteil der Stadt. Am 1. März 1974 wurde Holthausen in die Kreisstadt Meppen eingegliedert. Ortsvorsteherin ist Annelene Ewers.

## Einwohnerentwicklung
| Jahr | Einwohner |
| ---- | --------- |
| 1821 | 59        |
| 1848 | 71        |
| 1871 | 59        |
| 1885 | 56        |
| 1905 | 51        |

| Jahr | Einwohner |
| ---- | --------- |
| 1925 | 74        |
| 1933 | 85        |
| 1939 | 72        |
| 1946 | 100       |
| 1950 | 81        |

| Jahr | Einwohner |
| ---- | --------- |
| 1956 | 82        |
| 1961 | 105       |
| 1971 | 134       |
| 2005 | 142       |
| 2007 | 144       |